# Internazionali d'Italia 1951 - Singolare maschile
Il singolare maschile del torneo di tennis Internazionali d'Italia 1951 ha avuto come vincitore il cecoslovacco naturalizzato egiziano Jaroslav Drobný che ha battuto in finale l’italiano Gianni Cucelli con il punteggio di 6–1, 10-8, 6–0.

## Tabellone

### Legenda
| - Q = Qualificato - WC = Wild card - LL = Lucky loser | - ALT = Alternate - SE = Special Exempt - PR = Protected Ranking | - w/o = Walkover - r = Ritirato - d = Squalificato |

### Fase finale
|  | Quarti di finale    | Quarti di finale    | Quarti di finale    | Quarti di finale    | Quarti di finale | Quarti di finale | Quarti di finale |  |  | Semifinali      | Semifinali      | Semifinali      | Semifinali      | Semifinali     | Semifinali     | Semifinali |   |   | Finale          | Finale          | Finale          | Finale          | Finale | Finale | Finale |  |
|  |                     |                     |                     |                     |                  |                  |                  |  |  |                 |                 |                 |                 |                |                |            |   |   |                 |                 |                 |                 |        |        |        |  |
|  | Jaroslav Drobný     | Jaroslav Drobný     | Jaroslav Drobný     | 6                   | 2                | 6                | 6                |  |  |                 |                 |                 |                 |                |                |            |   |   |                 |                 |                 |                 |        |        |        |  |
|  | Straight Clark      | Straight Clark      | Straight Clark      | 0                   | 6                | 3                | 2                |  |  | Jaroslav Drobný | Jaroslav Drobný | Jaroslav Drobný | Jaroslav Drobný | 6              | 6              | 6          |   |   |                 |                 |                 |                 |        |        |        |  |
|  | Dick Savitt         | Dick Savitt         | Dick Savitt         | 6                   | 6                | 2                | 9                |  |  | Dick Savitt     | Dick Savitt     | Dick Savitt     | Dick Savitt     | 4              | 2              | 3          |   |   |                 |                 |                 |                 |        |        |        |  |
|  | Sven Davidson       | Sven Davidson       | Sven Davidson       | 2                   | 4                | 6                | 7                |  |  |                 |                 |                 |                 |                |                |            |   |   | Jaroslav Drobný | Jaroslav Drobný | Jaroslav Drobný | Jaroslav Drobný | 6      | 10     | 6      |  |
|  | Budge Patty         | Budge Patty         | 6                   | 0                   | 6                | 3                | 6                |  |  |                 |                 | Gianni Cucelli  | Gianni Cucelli  | Gianni Cucelli | Gianni Cucelli | 1          | 8 | 0 |                 |                 |                 |                 |        |        |        |  |
|  | Rolando Del Bello   | Rolando Del Bello   | 2                   | 6                   | 2                | 6                | 2                |  |  | Budge Patty     | Budge Patty     | 5               | 2               | 6              | 6              | 4          |   |   |                 |                 |                 |                 |        |        |        |  |
|  | Gianni Cucelli      | Gianni Cucelli      | Gianni Cucelli      | Gianni Cucelli      | 6                | 6                | 6                |  |  | Gianni Cucelli  | Gianni Cucelli  | 7               | 6               | 4              | 1              | 6          |   |   |                 |                 |                 |                 |        |        |        |  |
|  | Gottfried von Cramm | Gottfried von Cramm | Gottfried von Cramm | Gottfried von Cramm | 4                | 3                | 4                |  |  |                 |                 |                 |                 |                |                |            |   |   |                 |                 |                 |                 |        |        |        |  |